# Kacper Przybyłko (Fußballspieler, 2005)
Kacper Przybyłko (* 5. Februar 2005) ist ein polnischer Fußballspieler, der als Innenverteidiger spielt.

## Karriere

### Verein
Przybyłko begann seine Karriere bei Progres Krakau, TS Wisła Krakau, Zagłębie Lubin und Wisła Krakau im Jugendbereich.
Przybyłko wechselte am 1. Juli 2023 zu Warta Posen. Zu seinem Debüt in der Ekstraklasa kam er am 21. Juli 2023 gegen Pogoń Stettin, als er in der 85. Minute für Jakub Kielb eingewechselt wurde. Das Spiel verlor Warta mit 0:1.

### Nationalmannschaft
Przybyłko hat bisher für die polnische U17-, U18- und U19-Nationalmannschaft gespielt.